# Croisne
Die Croisne ist ein kleiner Fluss im Zentrum von Frankreich, der im Département Loir-et-Cher der Region Centre-Val de Loire westlich der Stadt Romorantin-Lanthenay verläuft.

## Geografie

### Verlauf
Die Croisne entspringt beim Gemeindehauptort von Mur-de-Sologne, verläuft generell Richtung Südsüdwest, durchquert eine reich an Seen und Teichen befindliche Landschaft im Südwesten der Sologne und mündet nach insgesamt rund 16 Kilometern im Gemeindegebiet von Billy als rechter Nebenfluss in die Sauldre. In ihrem Mittelteil quert die Croisne die Autobahn A85.

### Orte am Fluss
(Reihenfolge in Fließrichtung)
- Mur-de-Sologne
- Fondjouan, Gemeinde Mur-de-Sologne
- Le Moulin Rideau, Gemeinde Gy-en-Sologne
- Gy-en-Sologne
- La Demangère, Gemeinde Gy-en-Sologne
- La Petite Balanne, Gemeinde Billy